# José María Pando
José María Pando de la Riva y Remírez de Laredo, más conocido como José María Pando (Lima, 28 de marzo de 1787 – Madrid, 23 de noviembre de 1840) fue un escritor, diplomático y político hispano-peruano. Se educó en España desde muy joven. Fue Secretario de Estado y del Despacho de Estado de España, durante el Trienio Liberal del reinado de Fernando VII (1823). Volvió a Perú en 1824 y se puso al servicio de Bolívar, entonces dictador del Perú, quien lo nombró sucesivamente ministro de Hacienda (1825-1826) y ministro de Gobierno y Relaciones Exteriores (1826-1827). Durante el primer gobierno del general Agustín Gamarra ejerció igualmente ambos ministerios, entre 1829 y 1833. Volvió a ser ministro por última vez, al servicio del general golpista Pedro Pablo Bermúdez, cuyo gobierno resultó efímero (1834). Decepcionado de los vaivenes de la política peruana, viajó a España, donde radicó hasta su muerte. Destacó también como literato, con obras tales como Pensamientos y apuntes sobre moral y política, que publicó en 1837, o su Epístola a Próspero, obra dedicada a cantar la figura de Bolívar.

## Biografía
José María Pando nació en Lima el 28 de marzo de 1787, siendo bautizado el 23 de septiembre del mismo año con el nombre de José María Antonio Saturnino.
Perteneciente a una noble y opulenta familia asentada en Lima, entonces capital del Virreinato del Perú, sus padres fueron el español Joseph Antonio Pando de la Riva y Fernández de Liencres, I conde de Casa Pando, y la dama criolla Teresa Remírez de Laredo y Encalada, hija del Conde de San Javier y Casa Laredo. Sus hermanas fueron las condesas de San Pascual Bailón y Villar de Fuentes. 
A temprana edad pasó a España, donde se educó en el Real Seminario de Nobles de Madrid, donde se destacó por su talento. A la edad de 15 años ingresó al servicio diplomático de la Corona. Su primer destino, el año de 1802, fue la legación de Parma. En 1804 pasó a Roma como agregado a la legación acreditada ante la Santa Sede; al parecer fue allí donde conoció a Bolívar, con quien trabó una gran amistad. 
Cuando en 1808 fue impuesto como rey de España José Bonaparte, hermano de Napoleón, muchos españoles se negaron a reconocerlo como tal, entre ellos Pando y los demás miembros de la legación de Roma. Por ello fue confinado en la fortaleza alpina de Fenestrelle. Luego de tres años de estar preso, fugó, y pasando por Nápoles, retornó a Lima. Se desconoce las actividades que realizó por entonces en su ciudad natal; lo cierto es que regresó en 1815 a España, en pleno auge de la restauración absolutista. Como había demostrado su lealtad a la monarquía borbónica, el rey Fernando VII lo acogió calurosamente y lo envió a los Países Bajos como secretario de la embajada, ascendiendo luego a Encargado de Negocios por ausencia del titular.
En 1818 volvió a España, siendo ascendido a Oficial de la Primera Secretaría de Estado y luego Secretario del rey Fernando VII. Se le otorgó además la Orden de Carlos III. Cuando ocurrió el pronunciamiento de Rafael del Riego en 1820, le correspondió redactar el decreto por el cual el rey prometió acatar la Constitución liberal de 1812. Se inauguró así el llamado Trienio Liberal en España.
Prestigiado como diplomático, Pando fue sucesivamente nombrado Encargado de Negocios en Lisboa (19 de marzo de 1820), Oficial segundo en la Secretaría de Estado y Secretario de la legación en París. Cuando el rey Fernando VII consiguió en secreto que Francia preparase una nueva invasión a España para poder recuperar su poder absoluto, los miembros de la embajada española en París fueron expulsados por pertenecer al gobierno liberal, entre ellos Pando.
En 1821, contrajo matrimonio con Rufina Álvarez de Acevedo y Salazar, hija del español Tomás Álvarez de Acevedo y nieta del terrateniente limeño José Rafael de Salazar.
No obstante, Pando arribó a Madrid cuando el gobierno constitucional todavía subsistía, y aceptó el cargo de Secretario de Estado de España, que ejerció desde el 13 de mayo de 1823 hasta el 29 de agosto de 1823. El 27 de mayo dirigió a las cancillerías la célebre circular donde protestaba contra el derecho de intervención, que a la sazón aplicaban los países miembros de la Santa Alianza para hacer fracasar los progresos del sistema constitucional. Sin embargo, no consiguió evitar que las tropas francesas sometieran al gobierno liberal, apoyados por los conservadores españoles. Escapando de la feroz restauración absolutista, se embarcó hacia el Perú, que por entonces se hallaba en los días cruciales de su emancipación política.
En junio de 1824 desembarcó en el Callao, que aún se hallaba ocupado por los españoles, y con el permiso del general José Ramón Rodil pasó a Lima, para atender asuntos familiares. A fines de ese año debía embarcarse hacia Chile, pero fue entonces cuando Simón Bolívar, ya triunfador en Junín y Ayacucho, le ofreció que se pusiera a su servicio. Pando aceptó y fue nombrado ministro de Hacienda, cargo que ejerció de 25 de marzo a 20 de mayo de 1825. Luego, como ministro plenipotenciario, fue agregado a la delegación que representó al Perú en el Congreso de Panamá.
De vuelta al Perú, fue nombrado Ministro de Gobierno y Relaciones Exteriores del Perú, cargo que ejerció del 18 de mayo de 1826 al 27 de enero de 1827. Tras la reacción nacionalista y liberal de 1827 contra la influencia de Bolívar, fue excluido de la administración pública.
Volvió a la vida política al iniciarse el primer gobierno del general Agustín Gamarra, convirtiéndose en uno de los más importantes sostenedores de ese régimen, de tendencia autoritaria. Fue entonces ministro de Gobierno y Relaciones Exteriores, en tres ocasiones: del 31 de diciembre de 1829 al 20 de julio de 1830, del 1 de junio al 29 de julio de 1832, y del 31 de diciembre de 1832 al 11 de abril de 1833. También fue ministro de Hacienda, de 21 de julio de 1830 a 23 de abril de 1831. Fue diputado de la República del Perú por la provincia de  en 1829, 1831 y 1832 durante el primer gobierno del Mariscal Agustín Gamarra.
Cabe resaltar la valiosa labor que desempeñó en la cancillería peruana, manteniendo a raya las desmedidas reivindicaciones territoriales de los ministros plenipotenciarios de Colombia y Ecuador, Tomás Cipriano de Mosquera y Diego Novoa, y haciendo respetar el statu quo fronterizo. 
Finalizado el gobierno de Gamarra, Pando se comprometió en la revolución del general Pedro Pablo Bermúdez contra el gobierno provisorio de Luis José de Orbegoso. Bermúdez, hombre de Gamarra, se autoproclamó Jefe Supremo el 4 de enero de 1834 y Pando fue su ministro de Gobierno y Relaciones Exteriores, pero brevemente, pues en abril de ese mismo año las fuerzas bermudistas, tras apresar a su caudillo, se reconciliaron con Orbegoso en el llamado abrazo de Maquinhuayo.
En 1835 Pando regresó a España, desilusionado del desbarajuste político de su país natal, para llevar una vida de olvido y maltrato por los sucesivos gobiernos. Amparado en la amnístía general y en un real decreto del año anterior, solicitó ser admitido en la clasificación de pensiones por sus más de veinte años de servicio; sin embargo, su solicitud fracasó ante el ministro conde de Toreno. Poco después, el nuevo ministro Mendizábal mandó se le reconocieran sus servicios y se le otorgara la pensión de antiguo ministro de Estado. Al año siguiente, ya retirado en Chiclana por su salud, José María Calatrava, entonces ministro de Estado, no solo anuló su clasificación y lo despojó de sus distinciones, sino que le negó la nacionalidad española. Hubo de esperar hasta 1837 para que un nuevo gobierno le volviese a reconocer su clasificación y restituirlo en sus honores. En 1838, regresó a Madrid, donde su delicada salud le impidió desempeñar incluso puestos menores en el gobierno. Falleció el 23 de noviembre de 1840.

## Ideas políticas
Organizó en Perú un salón literario en su casa a finales de los años veinte y comienzos de los treinta, formando un grupo que abogó por el orden político y el elitismo. Participaron de la tertulia de Pando personalidades como Andrés Martínez, Felipe Pardo y Aliaga, José Joaquín Olmedo, José Joaquín de Mora, Manuel Urquijo y José Antolín Rodulfo.
Pando, preocupado por la anarquía de los países sudamericanos, pretendió instaurar en el Perú un Estado en forma, un orden que, una vez constituido, garantizara las libertades de los ciudadanos. Por esa razón su predilección por reforzar los poderes del ejecutivo, limitar el ejercicio de la ciudadanía (tal como sucedía en la Europa liberal de la época mediante el sufragio capacitario), y su pretensión de reorganizar la administración del país. Influido por el liberalismo doctrinario francés, hizo suyas algunas tesis de Guizot en su proyecto político, entre ellas la "aristocracia del saber", adaptación o reformulación de la "soberanía de la razón" doctrinaria, esto es, la formación y establecimiento de una élite en el poder.
Sin embargo, existe una leyenda negra sobre Pando. Se le ha considerado como un político inconsecuente y de lealtades cambiantes, un "proteo", como se le adjetivaba en la época. Del mismo modo se le ha querido enrostrar su apego a los caudillos militares, esto es, haber propugnado el militarismo. Empero, ello es incorrecto. Pando con solo postular la tesis de la aristocracia del saber demostraba su animadversión hacia los militarismos. No obstante, era consciente de que en la situación que en ese entonces vivía la república peruana, la presencia militar se hacía más que necesaria para procurar contener la anarquía y otros males que acechaban la república. Lamentablemente, Pando fracasó. Todo el odio y encono que se le tenía por haber sido un advenedizo en la independencia, brindar su colaboración a Bolívar y apoyar a Gamarra, se multiplicó al haber participado en la revolución de Bermúdez. Esa fue una de las razones para que se retirase del país.
Las principales ideas políticas de Pando, durante su estancia en el Perú, se encuentran en los periódicos Crónica Política Literaria de Lima (1827), Mercurio Peruano (1827 - 1829) y La Verdad (1832 - 1833).